# Claudius Popelin

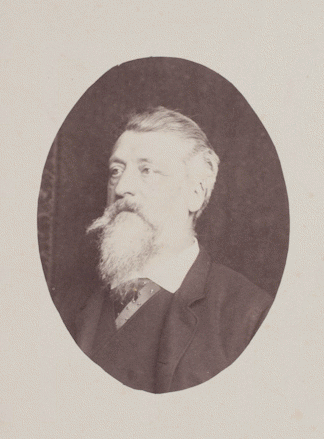
Claudius Popelin

Claudius Marcel Popelin (* 1825 in Paris; † 1892 ebenda) war ein französischer Schriftsteller, Historien- und Porträtmaler sowie Emailleur.

## Leben
Popelin ließ sich zunächst von François-Édouard Picot und Ary Scheffer in der Malerei ausbilden, bevor er sich der Literatur zuwandte.
Als Lyriker ist er dem Umfeld der Parnassiens zuzuordnen.
Popelin machte die Bekanntschaft des Bildhauers Alfred Émilien de Nieuwerkerke, als dieser sich mit seiner Geliebten, Mathilde Lätitia Wilhelmine Bonaparte in Paris niederließ. Die beiden trennten sich um 1869 und vier Jahre später heiratete Popelin Prinzessin Mathilde.